# Pettalidae
Infra-ordre
Famille
Les Pettalidae sont une famille d'opilions cyphophthalmes, la seule de l'infra-ordre des Scopulophthalmi. On connaît plus de 80 espèces dans onze genres.

## Distribution

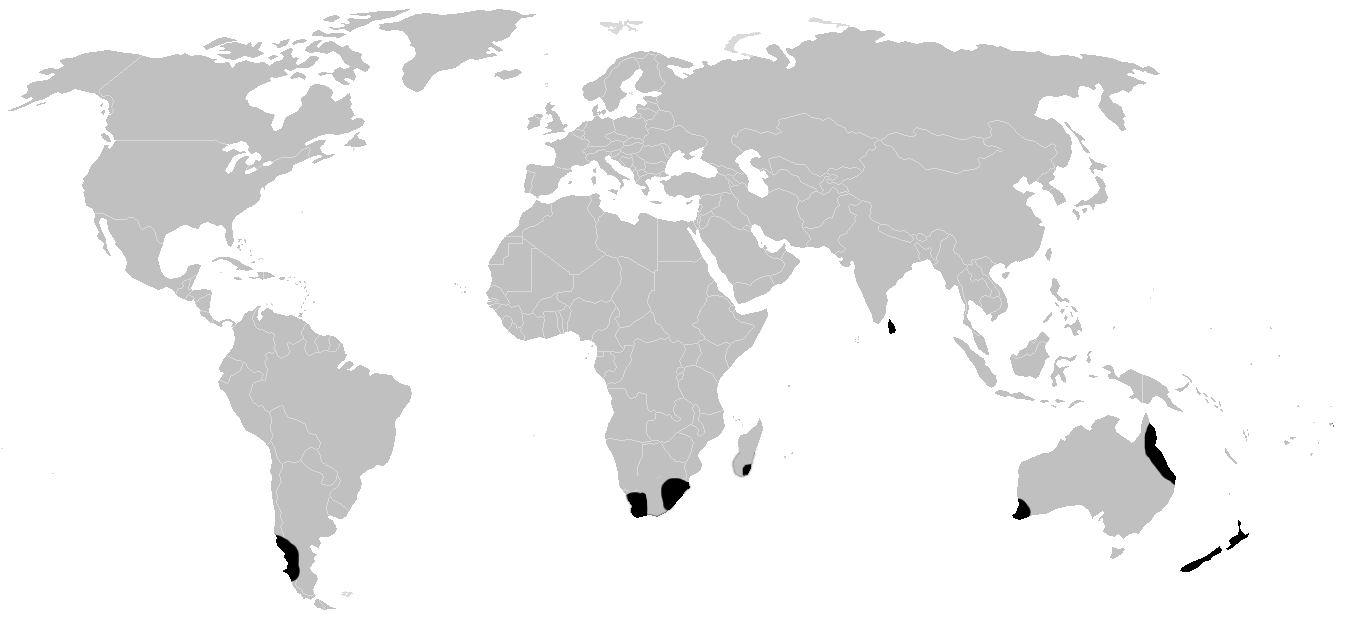
Distribution

Les espèces de cette famille se rencontrent en Nouvelle-Zélande, en Australie, au Chili, en Afrique du Sud, à Madagascar et au Sri Lanka.

## Liste des genres
Selon World Catalogue of Opiliones (25/03/2023) :
- Aoraki Boyer & Giribet, 2007
- Archaeopurcellia Giribet, Shaw, Lord & Derkarabetian, 2022
- Austropurcellia Juberthie, 1988
- Chileogovea Roewer, 1961
- Karripurcellia Giribet, 2003
- Manangotria Shear & Gruber, 1996
- Neopurcellia Forster, 1948
- Parapurcellia Rosas Costa, 1950
- Pettalus Thorell, 1876
- Purcellia Hansen & Sørensen, 1904
- Rakaia Hirst, 1926

## Systématique et taxinomie
Cette famille a été décrite par Shear en 1980.

## Publications originales
- Shear, 1980 : « A review of the Cyphophthalmi of the United States and Mexico, with a proposed reclassification of the suborder (Arachnida, Opiliones). » American Museum Novitates, no 2705, p. 1–34 (texte intégral).
- Giribet, Sharma, Benavides, Boyer, Clouse, de Bivort, Dimitrov, Kawauchi, Murienne & Schwendinger, 2012  : « Evolutionary and biogeographical history of an ancient and global group of arachnids (Arachnida: Opiliones: Cyphophthalmi) with a new taxonomic arrangement. » Biological Journal of the Linnean Society, vol. 105, no 1, p. 92–130.